# ITF Nassau
Das ITF Nassau (offiziell: The Bahamas Women’s Open) war ein Tennisturnier des ITF Women’s Circuit, das in Nassau, Bahamas ausgetragen wurde.

## Siegerliste

### Einzel
| Jahr                      | Siegerin           | Finalgegnerin    | Ergebnis |
| ------------------------- | ------------------ | ---------------- | -------- |
| ↓ Kategorie: $100.000+H ↓ |                    |                  |          |
| 2011                      | Nastassja Jakimawa | Angelique Kerber | 6:3, 6:2 |
| 2012                      | Aleksandra Wozniak | Alizé Cornet     | 6:4, 7:5 |

### Doppel
| Jahr                      | Siegerinnen                        | Finalgegnerinnen                 | Ergebnis         |
| ------------------------- | ---------------------------------- | -------------------------------- | ---------------- |
| ↓ Kategorie: $100.000+H ↓ |                                    |                                  |                  |
| 2011                      | Natalie Grandin Vladimíra Uhlířová | Raquel Kops-Jones Abigail Spears | 6:4, 6:2         |
| 2012                      | Janette Husárová Katalin Marosi    | Eva Birnerová Anne Keothavong    | 6:1, 3:6, [10:6] |

## Quelle
- ITF Homepage